# Río Matachel
Río Matachel este o arie protejată (arie specială de conservare — SAC, sit de importanță comunitară — SCI) din Spania întinsă pe o suprafață de 1.440,85 ha, integral pe uscat.

## Localizare
Centrul sitului Río Matachel este situat la coordonatele 38°25′28″N 5°53′50″W / 38.424444°N 5.897222°V.

## Înființare
Situl Río Matachel a fost declarat sit de importanță comunitară în decembrie 1997 pentru a proteja 1 specie de plante și 54 de specii de animale. Situl a fost protejat și ca arie specială de conservare în mai 2015.

## Biodiversitate
Situată în ecoregiunea mediteraneană, aria protejată conține 5 habitate naturale: Sarcopoterium spinosum phryganas, Pseudostepă cu ierburi și specii anuale de Thero-Brachypodietea, Dehesas cu Quercus spp. perene, Tufărișuri termo-mediteraneene și de pre-deșert, Galerii și tufărișuri riverane sudice (Nerio-Tamaricetea și Securinegion tinctoriae).
La baza desemnării sitului se află mai multe specii protejate:
- plante (1): Narcissus cavanillesii
- păsări (42): lăcar-de-lac (Acrocephalus scirpaceus), fluierar de munte (Actitis hypoleucos), pescăruș albastru (Alcedo atthis), rață pitică (Anas crecca), rață mare (Anas platyrhynchos), gâscă cenușie (Anser anser), fâsă de luncă (Anthus pratensis), Aquila adalberti, acvilă de munte (Aquila chrysaetos), stârc cenușiu (Ardea cinerea), stârc roșu (Ardea purpurea), barză neagră (Ciconia nigra), șerpar (Circaetus gallicus), măcăleandru (Erithacus rubecula), pescăriță râzătoare (Gelochelidon nilotica), cocor (Grus grus), Hieraaetus fasciatus, Hippolais polyglotta, rândunică roșcată (Hirundo daurica), rândunică (Hirundo rustica), sfrâncioc cu cap roșu (Lanius senator), privighetoare (Luscinia megarhynchos), prigoare (Merops apiaster), gaia roșie (Milvus milvus), codobatură galbenă (Motacilla alba), codobatură de munte (Motacilla cinerea), grangur (Oriolus oriolus), ciuf-pitic (Otus scops), cormoran mare (Phalacrocorax carbo), codroș de munte (Phoenicurus ochruros), pitulice de munte (Phylloscopus bonelli), pitulice de munte (Phylloscopus collybita), turturică (Streptopelia turtur), silvie cu cap negru (Sylvia atricapilla), silvie roșcată (Sylvia cantillans), silvie de tufiș (Sylvia undata), corcodel mic (Tachybaptus ruficollis), fluierarul de zăvoi (Tringa ochropus), sturzul viilor (Turdus iliacus), sturz-cântător (Turdus philomelos), pupăză (Upupa epops), nagâț (Vanellus vanellus)
- amfibieni (1): Discoglossus galganoi
- mamifere (2): vidră de râu (Lutra lutra), râs iberic (Lynx pardinus)
- pești (7): Anaecypris hispanica, Cobitis paludica, Luciobarbus comizo, Pseudochondrostoma polylepis, Pseudochondrostoma willkommii, Rutilus alburnoides, Rutilus lemmingii
- reptile (2): țestoasa de baltă (Emys orbicularis), Mauremys leprosa

Pe lângă speciile protejate, pe teritoriul sitului au mai fost identificate 1 specie de păsări, 4 specii de amfibieni, 5 specii de pești, 3 specii de reptile.